# Varicosporina prolifera
Varicosporina prolifera är en svampart som beskrevs av Nakagiri 1986. Varicosporina prolifera ingår i släktet Varicosporina och familjen Halosphaeriaceae.   Inga underarter finns listade i Catalogue of Life.